# Anosike Ementa
Anosike Ementa (født 3. maj 2002) er en professionel dansk fodboldspiller, der spiller for Zulte Waregem.

## Karriere
Ementa kommer fra akademiet i FC Helsingør og fik sin seniordebut for samme klub.
I 2021 skiftede han til AaB, hvor det blev til i alt 37 kampe.
Ementa skiftede fra AaB til Viborg FF i sommeren 2023 og har kontrakt frem til 2026.